# Коренюгін Володимир Іванович
Володимир Іванович Коренюгін (16 листопада 1952, м. Миколаїв — 24 вересня 2013, м. Миколаїв) — український політичний діяч, секретар Миколаївської міської ради (2010–2013), в. о. Миколаївського міського голови (6 березня — 24 вересня 2013).

## Життєпис
Володимир Іванович Коренюгін народився 16 листопада 1952 р. в м. Миколаєві.
Служив у лавах радянської армії, отримав вищу освіту у Миколаївському кораблебудівному інституті за фахом інженер-електрик.
У радянські часи обіймав посади секретаря комсомольської організації, голови партійного комітету Миколаївського трансформаторного заводу.
Після утворення незалежної України певний час був директором Миколаївського трансформаторного заводу.
У 1998–2002 працював на посаді голови Миколаївської міської територіальної виборчої комісії.
Протягом 2004–2005 років був начальником Ленінської міжрайонної податкової інспекції у м. Миколаїв.
У 2006 року був обраний депутатом Миколаївської міської ради та став секретарем Миколаївської міської ради.
На місцевих виборах 2010 року був обраний депутатом Миколаївської міської ради від Партії Регіонів та за рішенням її депутатського корпусу — секретарем міської ради.
З 6 березня 2013 року після смерті Миколаївського міського голови Володимира Чайки виконував обов'язки Миколаївського міського голови.
Володимир Коренюгін помер 24 вересня 2013 року під час відвідин Миколаївської міської поліклініки № 2.

## Громадська діяльність
Володимир Коренюгін був членом Партії Регіонів.
У червні 2010 — вересні 2013 року був головою Миколаївської міської організації Партії Регіонів.